# Sárospataki Református Kollégium Gimnáziuma, Általános Iskolája és Diákotthona
A Sárospataki Református Kollégium Gimnáziuma Borsod-Abaúj-Zemplén vármegyében található, Sárospatakon. Ez az iskola az ország egyik legrégebben fennálló oktatási intézménye, 1531-ben, a reformáció szellemében alapította Perényi Péter koronaőr. Az évszázadok során hazánk számos nagy alakja töltötte diákévéveit az ország legnevesebb iskolái között számon tartott eme intézményben.

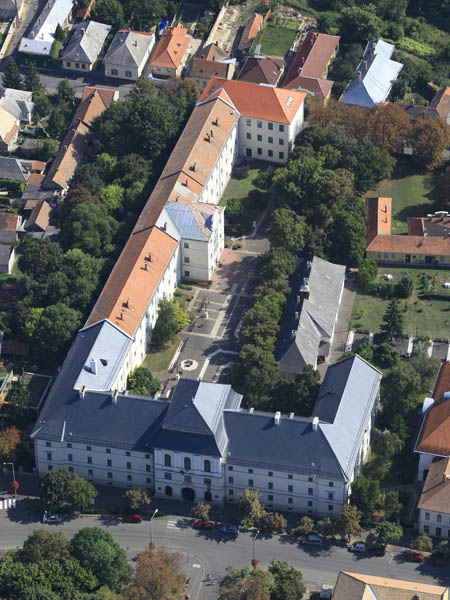
Madártávlatból

## Története
Az iskolát 1531-ben Perényi Péter parancsára alapították. A Kollégium diákjaiból kerültek ki az 1848–49-es forradalom és szabadságharc legkeményebb irányítói közül többen. Az iskola híres volt magas műveltségű tanárairól, és azok európai szintű tanításáról. Működését a Perényiek után utódaik is támogatták. A „scholát” 1550-ben kollégiummá szervezték át. Ezek után sok külföldi tanár is oktatott Patakon. Újabb tantárgyakat kezdtek el tanítani, pl. retorikát, dialektikát, teológiát, filozófiát, ógörögöt, latint és hébert is.
A kollégium pártfogói Dobó Ferenc, Perényi Zsófia, Lorántffy Mihály elhalálozása után sem szűntek meg, sőt amikor I. Rákóczi György erdélyi fejedelem lett, ő is gondoskodott a kollégiumról, s törvényeket hozott, amelyek szabályozták annak életét. Lorántffy Zsuzsanna férje végakaratának tekintette a kollégiummal való fokozott törődést. Patakra költözött, s felügyelte a várban és az iskolában folyó munkálatokat. Elhívta Comenius Amos Jánost, a híres magyar származású cseh–morva pedagógust, aki – saját szavaival élve – mindent vállalt „ennek a Rákóczi-Atheneumnak a jobbá tétele” érdekében.
Lorántffy Zsuzsanna halála után nem volt, aki támogassa a kollégiumot ezért annak létfeltételei romlottak. Amikor II. Rákóczi György erdélyi fejedelem özvegye Báthory Zsófia berendezkedett a Rákóczi-birtokon, azonnal fellépett a protestánsokkal szemben. Ennek következtében 1671-ben a kisebb diákok hazamentek, a nagyobbak pedig Gyulafehérvárra költöztek, s ott folytatták tanulmányaikat.
A kollégium 1682-ben újra megnyitotta kapuit a fiatalok előtt, ám kálváriájuk újra kezdődött, amikor 1687-ben Caprara császári tábornok kitiltotta őket a városból. A Rákóczi-szabadságharc kitörésekor a pataki diákok egy része kuruc katona lett, a többiek Orosz Pál generális jóvoltából megint birtokba vették a protestáns kollégiumot. 1781-ben megjelent II. József császár általános érvényű nyílt parancsa, a türelmi rendelet. A Regnum Marianum koncepció miatt a kollégium létét többé nem fenyegette veszély. 1791-ben az országgyűlés elfogadta azt a törvénycikket, amely szentesítette a protestánsok szabad vallásgyakorlását. Vay József a főiskola világi főgondnoka kezdeményezte a kétemeletes Nagykollégium megépítését; a kivitelező munka 1806-ban kezdődött, amelynek az eredménye egy kontytetős épület lett. A reformkor politikailag tájékozott fiatalságot talált Patakon, amely megértette az idők szavát. Az 1848–49-as harcokat ismét vállalták a kollégium diákjai, elkötelezték magukat a forradalom mellett. Bátran harcoltak „vörössipkások” néven, a tavaszi hadjáratban. A szabadságharc bukása nem rendítette meg az iskolát, sőt fellendítette azt. A gimnáziumban megszűnt az elemi oktatás, és nyolcosztályossá vált. 1857-ben megindult a tanítóképzés, a teológia és a jog mellett. A 19. század második felére a régi épületek eléggé rossz állapotba kerültek, ezért lebontották őket, a Berna-sor kivételével, majd elkészült a Nagykollégiumhoz csatlakozó gimnáziumi szárny. Az első világháborúban sok diákot és tanárt hívtak be katonának, közülük kilencvenen áldozták életüket. A második világháború megváltoztatta a kollégium tanítási rendjét. Később kezdett és hamarabb befejezett tanévek jöttek; a vakációk megszokott rendje is felborult. A háború borzasztó hatásai ellenére már 1944–45-ben a teológiai internátus néhány lakószobája, egyelőre alig harminc tanulóval, míg a gimnázium három tanulóval is munkához látott. Ez a későbbiekben megváltozott. Az iskola fokozatosan újra benépesült, ahogy múltak a napok, úgy növekedett a diákság és a tanárok létszáma. A megszokott módon, rendben folyt a tanítás. 1952-ben számos más egyházi iskolával együtt a Sárospataki Református Kollégiumot is államosították, s csaknem negyven éven át Rákóczi Gimnázium néven működött tovább.

## Tagozatok
1. Angol nyelvi emelt szintű (négyosztályos)
2. Magyar–angol két tanítási nyelvű (ötosztályos)
3. Angol–informatika, emelt szintű (négyosztályos)
4. Biológia–kémia, emelt szintű (négyosztályos)

## Nevezetes tanárai
Az intézményben a következő neves teológusok tanítottak:
- Tolnai Dali János 1639–1642, 1649–1656
- Szentpéteri Mihály 1642–1645
- Szilágyi Benjámin István 1645–1647
- Nógrádi Mátyás 1647–1649
- Lippai Sámuel 1656
- Baczoni Baló Menyhért 1656–1662
- Buzinkai Mihály 1662–1671
- Idősebb Csécsi János 1686–1708
- Simándi István 1708–1710
- Füleki András 1710–1717
- Ifj. Csécsi János 1717–1719
- Nagymihályi Szomoló Gergely 1719–1734
- Id. Szathmári Paksi Mihály 1734–1744
- Ifj. Szathmári Paksi Mihály 1744–1772
- Fülep Gábor 1773–1798
- Beregszászi Nagy Pál 1798–1803
- Kisari Tóth János 1799–1808
- Porkoláb István 1804–1807
- Patai János 1808–1810
- Láczai Szabó József 1808–1828
- Szathmári Paksi Dániel 1810–1818
- Somosi János 1818–1855
- Vályi Nagy Ferenc 1819–1820
- Kálniczky Benedek 1820–1859
- Zsarnay Lajos 1829–1861
- Szeremlei Gábor 1855–1867
- Heiszler József 1859–1869
- Kolos Dániel 1861–1868
- Mitrovics Gyula 1868–1896
- Warga Lajos 1869–1900
- Bokor József 1869–1877
- P. Nagy Gusztáv 1869–1900
- Radácsi György 1877–1917
- Tüdős István 1895–1905
- Novák Lajos 1896–1917
- Rohoska József 1901–1920
- Zoványi Jenő 1901–1914
- Nagy Béla 1908–1928
- Marton János 1910–1950
- Makkai Sándor 1917–1918
- Harsányi István 1918–1928
- Rácz Lajos 1923–1929
- Mátyás Ernő 1925–1950
- Vasady Béla 1928–1934
- Zsiros József 1935–1948
- Szabó Zoltán 1933–1951
- Ujszászy Kálmán 1932–1951
- Nagy Barna 1938–1951
- Koncz Sándor 1943–1951
- Makkai László 1950–1951

## A gimnázium híres diákjai
- Balsaráti Vitus János
- Bánffy Dénes
- Barcafalvi Szabó Dávid
- Bencsik István
- Beregszászi Nagy Pál
- Bessenyei György
- Bethlen Miklós (kancellár)
- Buzinkai Mihály
- Csécsy János
- Egressy Béni
- Erdélyi János
- Fáy András
- Fegyverneki Izsák
- Gárdonyi Géza
- Geleji Katona István
- Képes Géza
- Kézy Mózes
- Komáromi Csipkés György
- Kossuth Lajos
- Kövy Sándor
- Kurucz Gyula
- Mészöly Dezső
- Móricz Zsigmond
- Őri Fülep Gábor
- Pósaházi János
- II. Rákóczi György
- Szemere Bertalan
- Szikszai Fabriciusz Balázs
- Teleki László (1811–1861)
- Thúri Farkas Pál
- Tompa Mihály

## Érdekességek
A Református Kollégiumot a történelem során több jelzővel is emlegették. Az egyik legközismertebb a Bodrog-parti Athén. Csokonai Vitéz Mihály viszont a Múzsák székhelyeként emlegette. Legújabb címe a Magyar Cambridge, hiszen itt lehetett elsőként angol nyelvű diplomát szerezni az országban.

### Könyvek
- Zoványi Jenő: Magyarországi protestáns egyháztörténeti lexikon. Szerk. Ladányi Sándor. 3. jav., bőv. kiadás. Budapest: Magyarországi Református Egyház Zsinati Irodája. 1977.  ISBN 963-7030-15-8

### Honlapok
- http://church.lutheran.hu/reformatio/paroik.htm
- http://www.reformatus-sp.edu.hu
- http://sarospatak.varosom.hu/latnivalok/iskola/Sarospataki-Reformatus-Kollegium.html Archiválva 2012. május 22-i dátummal a Wayback Machine-ben